# Temari Matsumoto
Temari Matsumoto (japanisch 松本 テマリ Matsumoto Temari) ist eine japanische Mangaka und Illustratorin. International ist sie vor allem für ihre Illustrationen und Zeichnungen zum Franchise Ab sofort Dämonenkönig! bekannt.

## Werdegang und Werk
Ihre Zeichnerkarriere begann Matsumoto 2000 als Illustratorin für die von Tomo Takabayashi geschriebene Light Novel Ab sofort Dämonenkönig! Die Serie, zu der Matsumoto später auch den Manga sowie weitere Illustrationen des Franchises zeichnete, wurde auch ihr größter Erfolg. Dämonenkönig wurde in viele Sprachen übersetzt, darunter auch bei Carlsen Manga ins Deutsche, und als Anime verfilmt. Neben der Arbeit an dem Franchise schuf Matsumoto eine große Zahl kurzer Serien und trug als Illustratorin zu anderen Light Novels bei. Während Dämonenkönig nur Anspielungen an das Genre Boys Love enthält, sind die meisten ihrer sonstigen Werke eindeutig diesem Genre zuzuordnen. Darunter auch die beiden bei Egmont auf Deutsch erschienenen Geschichten Destiny und The loudest Whisper.
Die AnimaniA charakterisiert Matsumotos Designs als zugleich klar und romantisch. Für ihre Kolorierungen seien weiche Farbverläufe typisch. Ihre Seiten komponiert sie meist mit sauber abgesetzten Figuren vor einfach oder in weiß gehaltenen Hintergründen.

## Bibliografie (Auswahl)
- Ab sofort Dämonenkönig! (今日からマ王! Kyō kara Maō!, seit 2000, 22 Bände, Illustrationen)
- Ōji-sama no Obenkyō (王子様のお勉強, 2002, 1 Band)
- Destiny (ぼくらの運勢 Bokura no Unsei, 2003, 1 Band)
- Paradise e Oide yo! (パラダイスへおいでよ!, 2003, 1 Band)
- Shinobu Kokoro wa (しのぶこころは, 2004, 1 Band)
- Gakuen Heaven: Character Story – Kazuki-hen (学園ヘヴン キャラクターストーリー 和希編, 2004, 1 Band)
- The loudest Whisper (ウワサの二人 Uwasa no Futari, 2004–2005, 2 Bände)
- Ab sofort Dämonenkönig! (今日からマのつく自由業! Kyō kara Ma no Tsuku Jiyūgyō!, 2005–2016, 21 Bände, Zeichnungen)
- Sensei no Jijō (先生の事情, 2007, 1 Band)
- Cubism Love (2010–2014, 4 Bände)
- Fūfu ni Narimasu! (夫婦になります！, 2014, 1 Band, Illustrationen)
- Boku to Kiseki to Hōseki to (ボクとキセキと宝石と, 2014, 2 Bände, Zeichnungen)
- Kizoku Reijō Aile no Jikenbo Series (貴族令嬢アイルの事件簿シーリス, seit 2014)
- Sekai Ninja Taikai Kiroku (世界忍者大会記録, 2015–2017, 2 Bände)
- Shimobe no Dairokuten Maō (僕の第六天魔王, seit 2015, Illustrationen)
- Koi ★ Dol (2016, 1 Band, Zeichnungen)
- Dansō Kishi no Yūutsu na Ninmu (男装騎士の憂鬱な任務, 2016, 2 Bände, Illustrationen)
- Tensei Otome wa Koi nanka Shinai (転生乙女は恋なんかしない, 2016–2017, 2 Bände, Illustrationen)
- Kyō kara Maō! S (今日からマ王！ S, 2022, Zeichnungen)

Außerdem erschien zur Dämonenkönig-Serie 2009 das Artbook Ma Illustrations – Temari Matsumoto.